# Euler Hermes
Euler Hermes là công ty bảo hiểm tín dụng cung cấp các dịch vụ trái phiếu, bảo lãnh và dịch vụ thu tiền cho việc quản lý khoản phải thu Doanh nghiệp với Doanh nghiệp.
Là một công ty lép vốn của Allianz SE, Euler Hermes được niêm yết trên ELE.PA và được đánh giá AA- bởi Standard & Poor's. Công ty đã đạt doanh thu hợp nhất đạt 2.569,9 triệu euro vào năm 2016. Euler Hermes tuyển dụng 5.500 nhân viên tại hơn 50 quốc gia và bảo hiểm các giao dịch kinh doanh toàn cầu với mức 890 tỷ euro nguy hiểm tài chính vào cuối năm 2015.

## Các hoạt động của Euler Hermes

### Trái phiếu
Euler Hermes phát hành một loạt các trái phiếu khác nhau thay mặt cho các khách hàng của mình trên khắp thế giới.

### Thu nợ
Euler Hermes xử lý 380.000 tập hồ sơ nợ tại hơn 130 quốc gia.

### Nghiên cứu kinh tế
Nghiên cứu kinh tế tại Euler Hermes, là một bộ phận hoàn toàn dành riêng cho nghiên cứu kinh tế. Nó phân tích xu hướng kinh tế và ngành, rủi ro quốc gia và mất khả năng thanh toán của công ty trên toàn thế giới. Nhà kinh tế trưởng của Euler Hermes là Ludovic Subran. Nghiên cứu kinh tế phát sóng công khai thông qua trang web của Euler Hermes một số ấn phẩm chia sẻ quan điểm và dự báo mới nhất của họ về các chủ đề như xu hướng mới trong thương mại quốc tế, rủi ro thương mại mới nổi và cơ hội kinh doanh.

## Lịch sử
Euler Hermes cung cấp bảo lãnh hoặc bảo hiểm đối với các khoản phải thu phát sinh từ việc bán hàng hóa và dịch vụ thương mại về các điều khoản tín dụng, ví dụ: Quy mô thời gian 30 ngày, 60 ngày trở lên, đặc biệt là đối với các công ty xuất khẩu (thay vì làm cho người mua nước ngoài nhận được thư tín dụng), đôi khi trên quy mô thời gian dài hơn; nó quản lý sự đảm bảo cho xuất khẩu của các tập đoàn trên toàn cầu; và cũng cung cấp hỗ trợ quốc tế khác cho các nhà xuất khẩu. Nó phân phối các sản phẩm và dịch vụ của mình thông qua mạng lưới các đại lý, môi giới và ngân hàng trực tiếp và các công ty theo dõi tại các thị trường chiếm 92% GDP của thế giới.